# Opel RAK1
 (juin 2024).
La mise en forme du texte ne suit pas les recommandations de Wikipédia : il faut le « wikifier ».
Les points d'amélioration suivants sont les cas les plus fréquents. Le détail des points à revoir est peut-être précisé sur la page de discussion.
- Les titres sont pré-formatés par le logiciel. Ils ne sont ni en capitales, ni en gras.
- Le texte ne doit pas être écrit en capitales (les noms de famille non plus), ni en gras, ni en italique, ni en « petit »…
- Le gras n'est utilisé que pour surligner le titre de l'article dans l'introduction, une seule fois.
- L'italique est rarement utilisé : mots en langue étrangère, titres d'œuvres, noms de bateaux, etc.
- Les citations ne sont pas en italique mais en corps de texte normal. Elles sont entourées par des guillemets français : « et ».
- Les listes à puces sont à éviter, des paragraphes rédigés étant largement préférés. Les tableaux sont à réserver à la présentation de données structurées (résultats, etc.).
- Les appels de note de bas de page (petits chiffres en exposant, introduits par l'outil «  Source ») sont à placer entre la fin de phrase et le point final[comme ça].
- Les liens internes (vers d'autres articles de Wikipédia) sont à choisir avec parcimonie. Créez des liens vers des articles approfondissant le sujet. Les termes génériques sans rapport avec le sujet sont à éviter, ainsi que les répétitions de liens vers un même terme.
- Les liens externes sont à placer uniquement dans une section « Liens externes », à la fin de l'article. Ces liens sont à choisir avec parcimonie suivant les règles définies. Si un lien sert de source à l'article, son insertion dans le texte est à faire par les notes de bas de page.
- La présentation des références doit suivre les conventions bibliographiques. Il est recommandé d'utiliser les modèles {{Ouvrage}}, {{Chapitre}}, {{Article}}, {{Lien web}} et/ou {{Bibliographie}}. Le mode d'édition visuel peut mettre en forme automatiquement les références.
- Insérer une infobox (cadre d'informations à droite) n'est pas obligatoire pour parachever la mise en page.

Pour une aide détaillée, merci de consulter Aide:Wikification.
Si vous pensez que ces points ont été résolus, vous pouvez retirer ce bandeau et améliorer la mise en forme d'un autre article.
Le véhicule fusée Opel Sander, plus tard appelé Opel RAK1, est le premier véhicule propulsé par un moteur de fusée. Le véhicule est conçu au printemps 1928 par l'ingénieur d'usine et pilote d'essai Kurt C. Volkhart sur commande directe de Fritz von Opel, testé pour la première fois le 12 mars 1928 et présenté au public le 11 avril 1928 sur le Circuit Opel.

## Contexte
Dans les années 1920 et 1930, de nombreux pionniers se sont consacrés  avec plus ou moins de succès à des recherches sur la propulsion des fusée. Outre l'utilisation évidente dans l'aviation et l'astronautique, plus théorique à cette époque, les possibilités d'utilisation pour des véhicules terrestres sont également envisagées à titre expérimental et considérées comme une étape préliminaire. Les prototypes de la série Opel RAK servent à de la recherche technique fondamentale, mais sont également utilisés à des fins publicitaires et promotionnelles.

## Début du projet
En 1923, le département d'essais d'Opel développe une voiture de course basée sur un modèle de pré-production de l'Opel 4 PS (surnommée « Laubfrosch »), qui remporte plusieurs victoires en 1926. Le véhicule est ensuite utilisé pour des tests de châssis.
C'est à cette époque que Fritz von Opel, petit-fils du fondateur de l'entreprise, rencontre l'astronome, pionnier des fusées et pilote d'essai Max Valier, avec qui il partage son enthousiasme pour la technologie des fusées, encore balbutiante. Max Valier réussit à convaincre Opel, qui soutient le projet avec 30 000 Reichsmark, et tous deux décident de construire une voiture-fusée. En 1928, l'ingénieur et pilote de course d'Opel Kurt C. Volkhart transforme la « voiture d'essai T35 » en la première version de la RAK1. Douze fusées à combustible solide, fournies par l'ingénieur Friedrich Wilhelm Sander, sont installées derrière le pilote. Ces fusées à poudre sont activées via une pédale située au niveau des pieds.

## Premiers essais

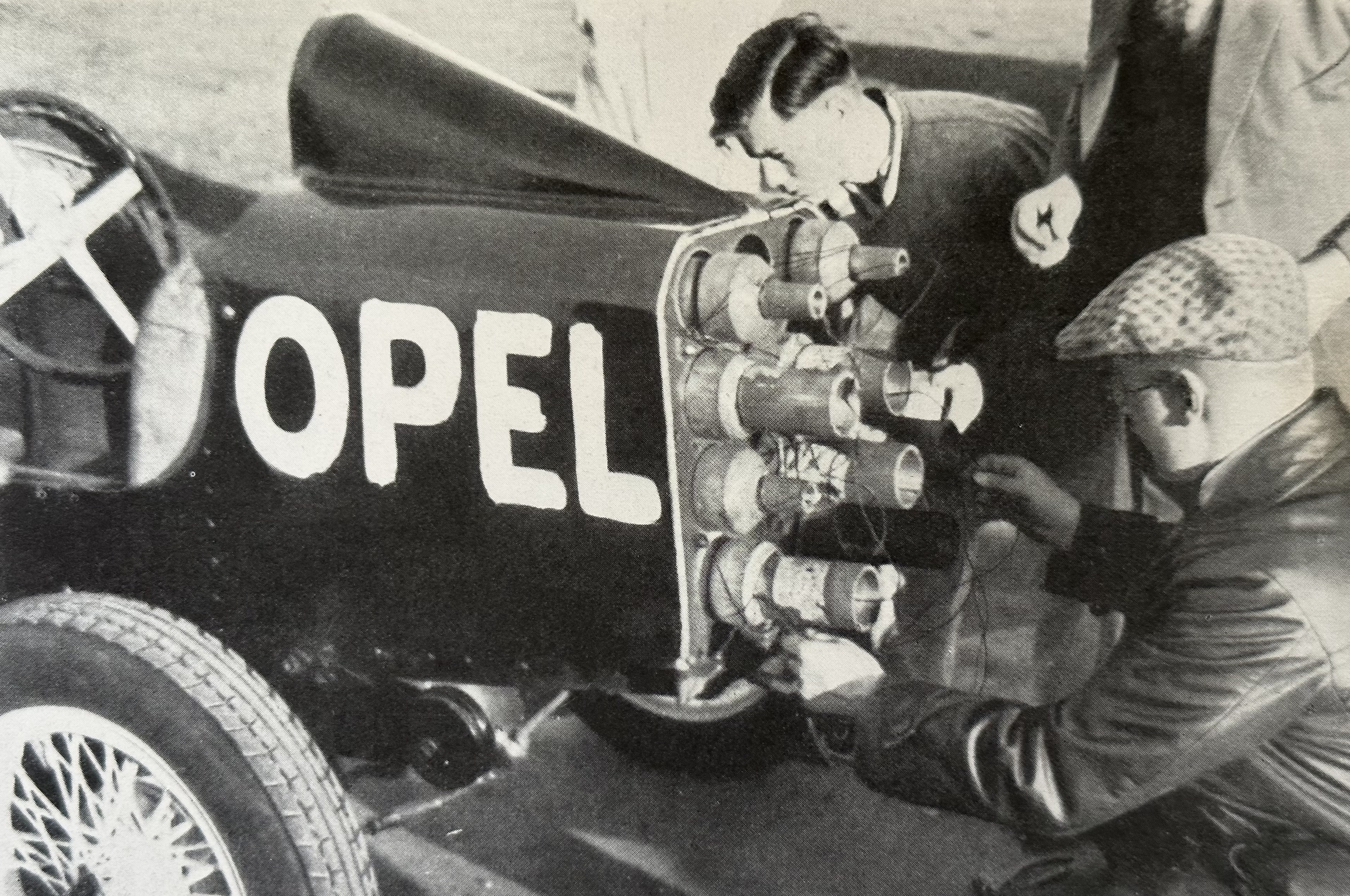
La boîte à fusée, à genoux à droite : Fritz von Opel

La première série secrète d'essais routiers se déroule le 12 mars 1928 sur le circuit d'Opel au sud de Rüsselsheim am Main. Kurt C. Volkhart effectue les essais,. Il démarre d'abord avec seulement deux fusées : une fusée d'amorçage pour le démarrage et un "brûleur permanent" pour une poussée soutenue. Ce premier voyage ne dure que 35 secondes, pendant lesquelles la RAK1 ne parcourt que 150 mètres.
Le nombre de fusées et donc la poussée sont progressivement augmentés. La dernière tentative du jour est réalisée avec l'aide du moteur à combustion interne, encore disponible ce jour-là, pour vaincre la résistance au roulement initiale. Les fusées sont déclenchées à environ 30 km/h, puis font accélérer le véhicule jusqu'à 75 km/h en 1,5 seconde, bien que seulement cinq fusées sont déclenchées.

## La RAK1 finale
Après ce premier test préliminaire réussi, Volkhart et son équipe, l'ingénieur Schaberger et les mécaniciens August Becker, Hans Grein et Karl Treber, construisent la version finale de la RAK1, qui est ensuite présentée à la presse, un mois après seulement.
Cette deuxième RAK1 « officielle » est basée sur le châssis court de l'Opel 10/40 PS. Volkhart conçoit une carrosserie monoplace spéciale, c'est-à-dire une forme étroite comme une voiture de course monoplace. Le moteur à combustion interne est supprimé (seulement quelques lignes et tiges sont restées sous le capot) et à la place de la calandre dominante, ce qui est courant à l'époque, une façade profilée et pointue est installée. Deux petites ailes de 50 à 60 cm sont fixées à l'essieu avant pour augmenter la force d'appui et un caisson en acier pour douze fusées est installé à l'arrière. Pour protéger le conducteur, une plaque d'acier est placée dans l'appui-tête et le siège est recouvert de toile de jute jusqu'à l'appui-tête.

## Présentation publique
Le 11 avril 1928, l'Opel RAK1 est présentée au public et à la presse sur le circuit d'Opel. Le célèbre photographe de Francfort, Paul Wolff, documente la première. Le véhicule est présenté en détail au public. Entre autres choses, le capot est ouvert pour montrer qu'au lieu d'un moteur à combustion interne, seul le système d'allumage des fusées est installé.
À 16h30, Volkhart leve le bras pour signaler le départ, les fusées s'allument et la fusée RAK1 démarre avec un grand hurlement et beaucoup de fumée. Le véhicule est équipé de douze fusées, six brûleurs de trois secondes pour le démarrage et six fusées supplémentaires pour une seconde poussée. Les trois secondes donnent au véhicule sa vitesse initiale, qui est ensuite augmentée grâce à des fusées déclenchées individuellement.
Fritz von Opel avertit que la courbe nord autorise une vitesse maximale de 120 à 125 km/h, mais Volkhart franchit la courbe à 140 km/h car le dispositif d'allumage de la fusée ne peut pas être éteint.
Le véhicule dépasse la barre des 100 km/h après seulement huit secondes. Même pour un pilote de course expérimenté, l'accélération est inattendue :

« ...la pression est devenue inconfortable sur le ventre ! »

Kurt C. Volkhart déclare en sortant du véhicule :

« Comme la puissance d'une fusée dans l'espace »

Par Otto Willi Gail
Lors d'une deuxième tentative le 11 avril 1928, au cours de laquelle toutes les fusées fonctionnent, Volkhart atteint 140 km/h,.
La presse internationale célèbre cela comme une entrée dans le voyage spatial propulsé par fusée.
Le prochain test débute le 17 avril. L’objectif est de parcourir une distance plus longue avec un ensemble de fusées entièrement équipées de douze fusées soul. Mais encore une fois, une fusée explose et le véhicule ne dépasse pas les 100 km/h.

## Suite
Après ces résultats prometteurs, Fritz von Opel commande le même mois la construction de l'Opel RAK2, qui a atteint environ 230 km/h sur l'AVUS de Berlin.
La RAK1, quant à elle, devenue obsolète est démontée : « Alors fini les fusées et place au moteur quatre cylindres". Les ailes tronquées derrière les roues avant, qui assuraient la déportance nécessaire, ont également été supprimées. Ce qui reste est une «bonne» voiture de sport tout à fait normale ».